# Боб Г'юїтт
Боб Г'юїтт (англ. Robert Anthony John Hewitt; нар. 12 січня 1940) — колишній південноафриканський тенісист, багаторазовий переможець турнірів Великого шолома в парному розряді та міксті, колишня перша ракетка ATP у парному розряді (1 березня 1976). Змінив громадянство на південноафриканське після одруження з жінкою з цієї країни.
Здобув сім одиночних та шістдесят п'ять парних титулів туру ATP.
Найвищу одиночну позицію світового рейтингу — 6 місце досяг 1967 року.
У 2015 році його визнали винним у зґвалтуванні та сексуальному насильстві над неповнолітніми (дівчат, яких він тренував у 1980-х і 1990-х роках), Г’юїта засудили до шести років позбавлення волі, а згодом назавжди виключили з Міжнародна тенісна зала слави.

## Фінали турнірів великого шолома

### Парний розряд (9 титулів, 4 поразки)
| Результат | Рік  | Турнір                                 | Партнер       | Опоненти                      | Рахунок                   |
| --------- | ---- | -------------------------------------- | ------------- | ----------------------------- | ------------------------- |
| Loss      | 1961 | Вімблдонський турнір                   | Фред Столл    | Рой Емерсон Ніл Фрейзер       | 4–6, 8–6, 4–6, 8–6, 6–8   |
| Loss      | 1962 | Відкритий чемпіонат Австралії з тенісу | Фред Столл    | Рой Емерсон Ніл Фрейзер       | 6–4, 6–4, 1–6, 4–6, 9–11  |
| Перемога  | 1962 | Wimbledon                              | Фред Столл    | Боро Йованович Нікола Пилич   | 6–2, 5–7, 6–2, 6–4        |
| Перемога  | 1963 | Australian Championships               | Фред Столл    | Кен Флетчер Джон Ньюкомб      | 6–2, 3–6, 6–3, 3–6, 6–3   |
| Перемога  | 1964 | Australian Championships               | Фред Столл    | Рой Емерсон Кен Флетчер       | 6–4, 7–5, 3–6, 4–6, 14–12 |
| Перемога  | 1964 | Wimbledon (2)                          | Фред Столл    | Рой Емерсон Кен Флетчер       | 7–5, 11–9, 6–4            |
| Loss      | 1965 | Відкритий чемпіонат Франції з тенісу   | Кен Флетчер   | Рой Емерсон Фред Столл        | 8–6, 3–6, 6–8, 2–6        |
| Loss      | 1965 | Wimbledon                              | Кен Флетчер   | Джон Ньюкомб Тоні Роч         | 5–7, 3–6, 4–6             |
| Перемога  | 1967 | Wimbledon (3)                          | Фрю Макміллан | Рой Емерсон Кен Флетчер       | 6–2, 6–3, 6–4             |
| Перемога  | 1972 | Відкритий чемпіонат Франції з тенісу   | Фрю Макміллан | Патрісіо Корнехо Хайме Фійоль | 6–3, 8–6, 3–6, 6–1        |
| Перемога  | 1972 | Wimbledon (4)                          | Фрю Макміллан | Стен Сміт Ерік ван Діллен     | 6–2, 6–2, 9–7             |
| Перемога  | 1977 | Відкритий чемпіонат США з тенісу       | Фрю Макміллан | Браян Готтфрід Рауль Рамірес  | 6–4, 6–0                  |
| Перемога  | 1978 | Wimbledon (5)                          | Фрю Макміллан | Пітер Флемінг Джон Макінрой   | 6–1, 6–4, 6–2             |

### Мікст (6 титулів, 1 поразка)
| Результат | Рік  | Турнір                                 | Партнер            | Опоненти                        | Рахунок       |
| --------- | ---- | -------------------------------------- | ------------------ | ------------------------------- | ------------- |
| Перемога  | 1961 | Відкритий чемпіонат Австралії з тенісу | Jan Lehane O'Neill | Мері Картер-Рейтано John Pearce | 9–7, 6–2      |
| Поразка   | 1963 | Вімблдонський турнір                   | Дарлін Гард        | Маргарет Корт Кен Флетчер       | 9–11, 4–6     |
| Перемога  | 1970 | Відкритий чемпіонат Франції з тенісу   | Біллі Джин Кінг    | Франсуаз Дюрр Жан-Клод Баркле   | 3–6, 6–4, 6–2 |
| Перемога  | 1977 | Wimbledon                              | Грір Стівенс       | Бетті Стеве Фрю Макміллан       | 3–6, 7–5, 6–4 |
| Перемога  | 1979 | French Open (2)                        | Венді Тернбулл     | Вірджинія Рузіч Йон Ціріак      | 6–3, 2–6, 6–3 |
| Перемога  | 1979 | Wimbledon (2)                          | Грір Стівенс       | Бетті Стеве Фрю Макміллан       | 7–5, 7–6(9–7) |
| Перемога  | 1979 | Відкритий чемпіонат США з тенісу       | Грір Стівенс       | Бетті Стеве Фрю Макміллан       | 6–3, 7–5      |

## Фінали турнрів відкритої ери, парний розряд

### Перемоги (54)
| Результат | Ранг | Рік  | Турнір                                        | Покриття   | Партнер          | Опоненти                                                                                              | Рахунок                 |
| --------- | ---- | ---- | --------------------------------------------- | ---------- | ---------------- | --- | ----------------------- |
| Перемога  | 1.   | 1970 | Washington Open, США                          | Тверде     | Фрю Макміллан    | Іліє Настасе Йон Ціріак                                                                               | 7–5, 6–0                |
| Поразка   | 1.   | 1970 | Мастерс Цинциннаті, США                       | Ґрунт      | Фрю Макміллан    | Іліє Настасе Йон Ціріак                                                                               | 3–6, 4–6                |
| Перемога  | 2.   | 1970 | Гамбург, Німеччина                            | Ґрунт      | Фрю Макміллан    | Том Оккер Нікола Пилич                                                                                | 6–3, 7–5, 6–2           |
| Перемога  | 3.   | 1972 | Борнмут, England                              | Ґрунт      | Фрю Макміллан    | Іліє Настасе Іон Ціріак                                                                               | 7–5, 6–2                |
| Перемога  | 4.   | 1972 | Відкритий чемпіонат Франції з тенісу, Paris   | Ґрунт      | Фрю Макміллан    | Патрісіо Корнехо Хайме Фійоль                                                                         | 6–3, 8–6, 3–6, 6–1      |
| Поразка   | 2.   | 1972 | Гамбург, Німеччина                            | Ґрунт      | Йон Ціріак       | Ян Кодеш Іліє Настасе                                                                                 | 6–4, 0–6, 6–3, 2–6, 2–6 |
| Перемога  | 5.   | 1972 | Брістоль, England                             | Трава      | Фрю Макміллан    | Кларк Гребнер Лью Гоуд                                                                                | 6–3, 6–2                |
| Перемога  | 6.   | 1972 | Вімблдонський турнір, London                  | Трава      | Фрю Макміллан    | Стен Сміт Ерік ван Діллен                                                                             | 6–2, 6–2, 9–7           |
| Перемога  | 7.   | 1972 | Tanglewood, США                               | Other      | Ендрю Паттісон   | Джим Макманус Джим Осборн                                                                             | 6–4, 6–4                |
| Перемога  | 8.   | 1972 | Мастерс Цинциннаті, США                       | Ґрунт      | Фрю Макміллан    | Пол Геркен Хумфрі Хос                                                                                 | 7–6, 6–4                |
| Перемога  | 9.   | 1972 | Індіанаполіс, США                             | Ґрунт      | Фрю Макміллан    | Патрісіо Корнехо Хайме Фійоль                                                                         | 6–2, 6–3                |
| Перемога  | 10.  | 1972 | Albany, США                                   | Килим      | Фрю Макміллан    | Ове Нільс Бенгтсон Б'єрн Борг                                                                         | 6–4, 6–2                |
| Поразка   | 3.   | 1974 | Little Rock, США                              | Килим      | Вітас Ґерулайтіс | Юрген Фассбендер Карл Майлер                                                                          | 0–6, 2–6                |
| Перемога  | 11.  | 1974 | Вашингтон, США                                | Килим      | Фрю Макміллан    | Том Оккер Марті Ріссен                                                                                | 7–6, 6–3                |
| Перемога  | 12.  | 1974 | Роттердам, Нідерланди                         | Килим      | Фрю Макміллан    | Pierre Barthès Іліє Настасе                                                                           | 3–6, 6–4, 6–3           |
| Перемога  | 13.  | 1974 | Мюнхен, Німеччина                             | Килим      | Фрю Макміллан    | Pierre Barthès Іліє Настасе                                                                           | 6–2, 7–6                |
| Перемога  | 14.  | 1974 | Йоганнесбург, Південно-Африканська Республіка | Тверде     | Фрю Макміллан    | Джим Макманус Ендрю Паттісон                                                                          | 6–2, 6–4, 7–6           |
| Перемога  | 15.  | 1974 | World Парний розряд WCT, Монреаль             | Килим      | Фрю Макміллан    | Овен Девідсон Джон Ньюкомб                                                                            | 6–2, 6–7, 6–1, 6–2      |
| Поразка   | 4.   | 1974 | Відень, Австрія                               | Тверде (i) | Фрю Макміллан    | Реймонд Мур Ендрю Паттісон                                                                            | 4–6, 7–5, 4–6           |
| Поразка   | 5.   | 1974 | Стокгольм, Швеція                             | Тверде (i) | Фрю Макміллан    | Том Оккер Марті Ріссен                                                                                | 6–2, 3–6, 4–6           |
| Перемога  | 16.  | 1974 | Йоганнесбург, Південно-Африканська Республіка | Тверде     | Фрю Макміллан    | Том Оккер Марті Ріссен                                                                                | 7–6, 6–4, 6–3           |
| Перемога  | 17.  | 1975 | Rotterdam WCT, Нідерланди                     | Килим      | Фрю Макміллан    | Хосе Їгерас Балаж Тароці                                                                              | 6–2, 6–2                |
| Перемога  | 18.  | 1975 | Мюнхен, Німеччина                             | Килим      | Фрю Макміллан    | Коррадо Барадзутті Тоніно Цугареллі                                                                   | 6–3, 6–4                |
| Перемога  | 19.  | 1975 | Мастерс Монте-Карло, Монако                   | Ґрунт      | Фрю Макміллан    | Артур Еш Том Оккер                                                                                    | 6–3, 6–2                |
| Поразка   | 6.   | 1975 | Йоганнесбург, Південно-Африканська Республіка | Тверде     | Фрю Макміллан    | Артур Еш Том Оккер                                                                                    | 3–6, 2–6                |
| Поразка   | 7.   | 1975 | Тегеран, Іран                                 | Ґрунт      | Фрю Макміллан    | Хуан Хісберт Мануель Орантес                                                                          | 5–7, 7–6, 1–6, 4–6      |
| Перемога  | 20.  | 1975 | Стокгольм, Швеція                             | Тверде (i) | Фрю Макміллан    | Чарлі Пасарелл Роско Теннер                                                                           | 3–6, 6–3, 6–4           |
| Перемога  | 21.  | 1976 | Колумбус (Огайо), США                         | Килим      | Фрю Макміллан    | Артур Еш Том Оккер                                                                                    | 7–6, 6–4                |
| Перемога  | 22.  | 1976 | Baltimore WCT, США                            | Килим      | Фрю Макміллан    | Іліє Настасе Кліфф Річі                                                                               | 3–6, 7–6, 6–4           |
| Поразка   | 8.   | 1976 | Philadelphia WCT, США                         | Килим      | Фрю Макміллан    | Род Лейвер Денніс Ролстрон                                                                            | 6–7, 6–7                |
| Перемога  | 23.  | 1976 | Мастерс Канада, Канада                        | Тверде     | Рауль Рамірес    | Хуан Хісберт Мануель Орантес                                                                          | 6–2, 6–1                |
| Поразка   | 9.   | 1976 | Сан-Франциско, США                            | Килим      | Браян Готтфрід   | Дік Стоктон Роско Теннер                                                                              | 3–6, 4–6                |
| Поразка   | 10.  | 1976 | Мадрид, Іспанія                               | Ґрунт      | Фрю Макміллан    | Войцех Фібак Рауль Рамірес                                                                            | 6–4, 5–7, 3–6           |
| Поразка   | 11.  | 1976 | Барселона, Іспанія                            | Ґрунт      | Фрю Макміллан    | Браян Готтфрід Рауль Рамірес                                                                          | 6–7, 4–6                |
| Перемога  | 24.  | 1976 | Відень, Австрія                               | Тверде (i) | Фрю Макміллан    | Браян Готтфрід Рауль Рамірес                                                                          | 6–4, 4–0 RET            |
| Перемога  | 25.  | 1976 | Кельн, Німеччина                              | Килим      | Фрю Макміллан    | Колін Даудесвелл Майк Естеп                                                                           | 6–1, 3–6, 7–6           |
| Перемога  | 26.  | 1976 | Стокгольм, Швеція                             | Тверде (i) | Фрю Макміллан    | Том Оккер Марті Ріссен                                                                                | 6–4, 4–6, 6–4           |
| Перемога  | 27.  | 1977 | Philadelphia WCT, США                         | Килим      | Фрю Макміллан    | Войцех Фібак Том Оккер                                                                                | 6–1, 1–6, 6–3           |
| Поразка   | 12.  | 1977 | Little Rock, США                              | Килим      | Фрю Макміллан    | Колін Діблі Харун Рахім                                                                               | 7–6, 3–6, 3–6           |
| Перемога  | 28.  | 1977 | Springfield, США                              | Килим      | Фрю Макміллан    | Іон Ціріак Гільєрмо Вілас                                                                             | 7–6, 6–2                |
| Перемога  | 29.  | 1977 | Сан-Хосе (Каліфорнія), США                    | Тверде     | Фрю Макміллан    | Том Гормен Джефф Мастерз                                                                              | 6–2, 6–3                |
| Перемога  | 30.  | 1977 | Мастерс Індіан-Веллс, США                     | Тверде     | Фрю Макміллан    | Марті Ріссен Роско Теннер                                                                             | 7–6, 7–6                |
| Перемога  | 31.  | 1977 | Йоганнесбург, Південно-Африканська Республіка | Тверде     | Фрю Макміллан    | Чарлі Пасарелл Ерік ван Діллен                                                                        | 6–2, 6–0                |
| Перемога  | 32.  | 1977 | La Costa, США                                 | Тверде     | Фрю Макміллан    | Рей Раффелз Аллан Стоун                                                                               | 6–4, 6–2                |
| Перемога  | 33.  | 1977 | Лос-Анджелес, США                             | Килим      | Фрю Макміллан    | Боб Лутц Стен Сміт                                                                                    | 6–3, 6–4                |
| Перемога  | 34.  | 1977 | Джексон, США                                  | Килим      | Фрю Макміллан    | Філ Дент Кен Роузволл                                                                                 | 6–2, 7–6                |
| Поразка   | 13.  | 1977 | Лас-Веґас, США                                | Тверде     | Рауль Рамірес    | Robert Lutz Стен Сміт                                                                                 | 3–6, 6–3, 4–6           |
| Перемога  | 35.  | 1977 | Гамбург, Німеччина                            | Ґрунт      | Карл Майлер      | Філ Дент Кім Ворвік                                                                                   | 3–6, 6–3, 6–4, 6–4      |
| Поразка   | 14.  | 1977 | Ґштад, Швейцарія                              | Ґрунт      | Колін Даудесвелл | Юрген Фассбендер Карл Майлер                                                                          | 4–6, 6–7                |
| Поразка   | 15.  | 1977 | Мастерс Цинциннаті, США                       | Ґрунт      | Роско Теннер     | Джон Александер Філ Дент                                                                              | 3–6, 6–7                |
| Перемога  | 36.  | 1977 | Мастерс Канада, Канада                        | Тверде     | Рауль Рамірес    | Фред Макнеер Шервуд Стюарт                                                                            | 6–4, 3–6, 6–2           |
| Перемога  | 37.  | 1977 | Відкритий чемпіонат США з тенісу, Нью-Йорк    | Ґрунт      | Фрю Макміллан    | Браян Готтфрід Рауль Рамірес                                                                          | 6–4, 6–0                |
| Поразка   | 16.  | 1977 | Тегеран, Іран                                 | Ґрунт      | Фрю Макміллан    | Йон Ціріак Гільєрмо Вілас                                                                             | 6–1, 1–6, 4–6           |
| Перемога  | 38.  | 1977 | Мадрид, Іспанія                               | Ґрунт      | Фрю Макміллан    | Антоніо Муньйос Мануель Орантес                                                                       | 6–7, 7–6, 6–3, 6–1      |
| Поразка   | 17.  | 1977 | Барселона, Іспанія                            | Ґрунт      | Фрю Макміллан    | Войцех Фібак Ян Кодеш                                                                                 | 0–6, 4–6                |
| Перемога  | 39.  | 1977 | Відень, Австрія                               | Тверде (i) | Фрю Макміллан    | Войцех Фібак Ян Кодеш                                                                                 | 6–4, 6–3                |
| Перемога  | 40.  | 1977 | Кельн, Німеччина                              | Килим      | Фрю Макміллан    | Фред Макнеер Шервуд Стюарт                                                                            | 6–3, 7–5                |
| Перемога  | 41.  | 1978 | Philadelphia WCT, США                         | Килим      | Фрю Макміллан    | Вітас Ґерулайтіс Сенді Меєр                                                                           | 6–4, 6–4                |
| Перемога  | 42.  | 1978 | Richmond WCT, США                             | Килим      | Фрю Макміллан    | Вітас Герулайтіс Сенді Меєр                                                                           | 6–3, 7–5                |
| Перемога  | 43.  | 1978 | St. Louis WCT, США                            | Килим      | Фрю Макміллан    | Войцех Фібак Том Оккер                                                                                | 6–3, 6–2                |
| Поразка   | 18.  | 1978 | Мастерс Індіан-Веллс, США                     | Тверде     | Фрю Макміллан    | Реймонд Мур Роско Теннер                                                                              | 4–6, 4–6                |
| Перемога  | 44.  | 1978 | Denver, США                                   | Килим      | Фрю Макміллан    | Фред Макнеер Шервуд Стюарт                                                                            | 6–3, 6–2                |
| Перемога  | 45.  | 1978 | Йоганнесбург, Південно-Африканська Республіка | Тверде     | Фрю Макміллан    | Колін Діблі Джефф Мастерз                                                                             | 7–5, 7–6                |
| Поразка   | 19.  | 1978 | Лас-Веґас, США                                | Тверде     | Рауль Рамірес    | Альваро Фільйоль Хайме Фійоль                                                                         | 3–6, 6–7                |
| Перемога  | 46.  | 1978 | London/Queen's Club, England                  | Трава      | Фрю Макміллан    | Фред Макнеер Рауль Рамірес                                                                            | 6–2, 7–5                |
| Перемога  | 47.  | 1978 | Вімблдонський турнір, London                  | Трава      | Фрю Макміллан    | Пітер Флемінг Джон Макінрой                                                                           | 6–1, 6–4, 6–2           |
| Поразка   | 20.  | 1978 | Ґштад, Швейцарія                              | Ґрунт      | Кім Ворвік       | Марк Едмондсон Том Оккер                                                                              | 4–6, 6–1, 1–6, 4–6      |
| Перемога  | 48.  | 1978 | Washington Open, США                          | Ґрунт      | Артур Еш         | Фред Макнеер Рауль Рамірес                                                                            | 6–3, 6–4                |
| Поразка   | 21.  | 1978 | Відень, Австрія                               | Тверде (i) | Фрю Макміллан    | Віктор Печчі Балаж Тароці                                                                             | 3–6, 7–6, 4–6           |
| Поразка   | 22.  | 1978 | Кельн, Німеччина                              | Тверде (i) | Фрю Макміллан    | Пітер Флемінг Джон Макінрой                                                                           | 3–6, 2–6                |
| Поразка   | 23.  | 1978 | Йоганнесбург, Південно-Африканська Республіка | Тверде     | Фрю Макміллан    | Пітер Флемінг Реймонд Мур                                                                             | 3–6, 6–7                |
| Перемога  | 49.  | 1979 | Swedish Open, Швеція                          | Ґрунт      | Гайнц Ґюнтгардт  | Марк Едмондсон Джон Маркс                                                                             | 6–2, 6–2                |
| Поразка   | 24.  | 1979 | Мастерс Канада, Канада                        | Тверде     | Гайнц Ґюнтгардт  | Пітер Флемінг Джон Макінрой                                                                           | 7–6, 6–7, 1–6           |
| Перемога  | 50.  | 1979 | Базель, Швейцарія                             | Тверде (i) | Фрю Макміллан    | Браян Готтфрід Рауль Рамірес                                                                          | 6–3, 6–4                |
| Перемога  | 51.  | 1979 | Відень, Австрія                               | Тверде (i) | Фрю Макміллан    | Браян Готтфрід Рауль Рамірес                                                                          | 6–4, 3–6, 6–1           |
| Перемога  | 52.  | 1979 | Йоганнесбург, Південно-Африканська Республіка | Тверде     | Фрю Макміллан    | Майк Кейгілл Бастер Моттрам                                                                           | 1–6, 6–1, 6–4           |
| Перемога  | 53.  | 1980 | Йоганнесбург, Південно-Африканська Республіка | Тверде     | Фрю Макміллан    | [[Файл:Шаблон:Прапор Зімбабве Rhodesia\|20x13px\|Зімбабве Rhodesia]] Колін Даудесвелл Гайнц Гюнтхардт | 6–4, 6–3                |
| Перемога  | 54.  | 1980 | Мюнхен, Німеччина                             | Ґрунт      | Гайнц Гюнтхардт  | Девід Картер Кріс Льюїс                                                                               | 7–6, 6–1                |
| Поразка   | 25.  | 1980 | Базель, Швейцарія                             | Тверде (i) | Фрю Макміллан    | Кевін Каррен Стів Дентон                                                                              | 7–6, 4–6, 4–6           |